# Mikhail Naimy
Mikhail Naimy (arabe : ميخائيل نعيمة, Mīḫāˀīl Nuˁayma), né le 17 octobre 1889 et mort le 28 février 1988  à Beyrouth, est un écrivain et poète libanais.
Il poursuit des études ecclésiastiques au séminaire russe de Nazareth, puis à Poltava. En 1911, il se rend aux États-Unis, où il s'installe jusqu'en 1931, y devenant ainsi un des plus brillants représentants de la diaspora arabe dans ce pays. Il rentre au Liban, à Baskinta, en 1932. Il meurt finalement le 1er mars 1988 à Beyrouth d'une pneumonie.
Pour ses études universitaires, il a vécu à Rennes, en France, 4 mois en 1919. Il parle aussi de ce séjour à Rennes dans son livre de mémoire, Sab'oun (p.126).

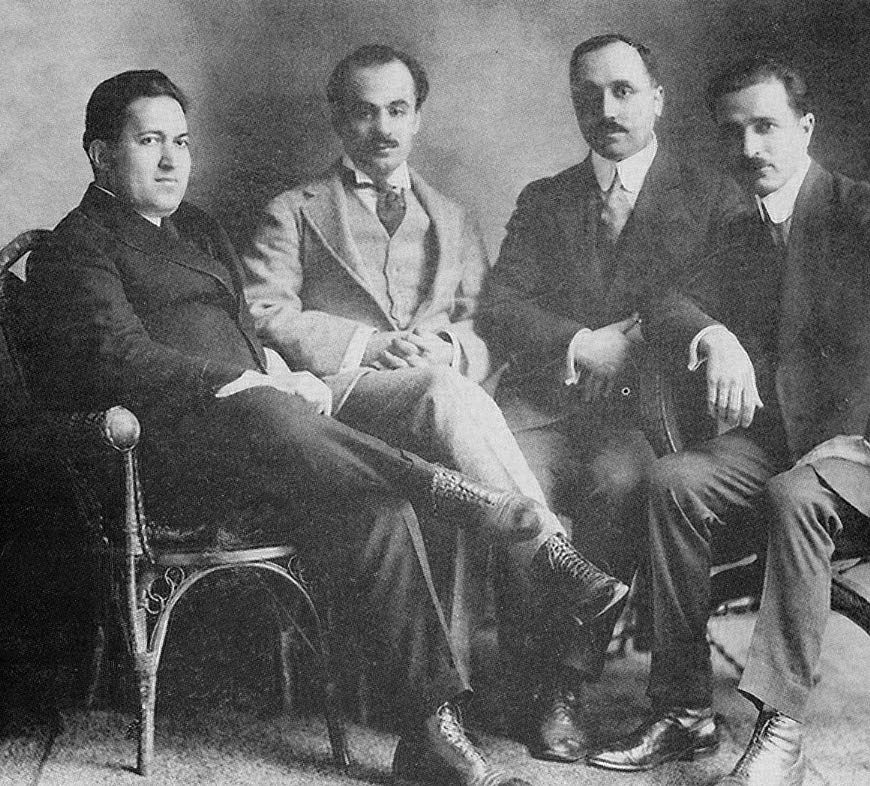
Quatre membres de la Ligue de la plume en 1920 : Nassib Arida, Gibran Khalil Gibran, Abdelmassih Haddad et Mikhail Naimy.

Comme son maître et ami Gibran Khalil Gibran, Naimy souhaitait que le monde arabe réalisât une « synthèse de la civilisation spirituelle de l'Orient et de la civilisation matérielle de l'Occident ». Dans son ouvrage de critique littéraire, Al-Ghirbal (Le Crible) (1923), il définit ainsi sa propre conception de la poésie : « Elle doit exprimer ce que voit le regard intérieur du poète et ce qui mûrit en son cœur, au point de devenir une réalité objective dans sa vie ». Naimy a écrit un total de 99 livres. Personnalité littéraire importante du Liban et du Moyen-Orient, son œuvre principale reste Le Livre de Mirdad.

## voir aussi
- Joseph Lebbos, Mikhail Naimy, critique littéraire (Al-Machriq, année 84, tome 1, janvier/juin 2010), p. 201-224[4].

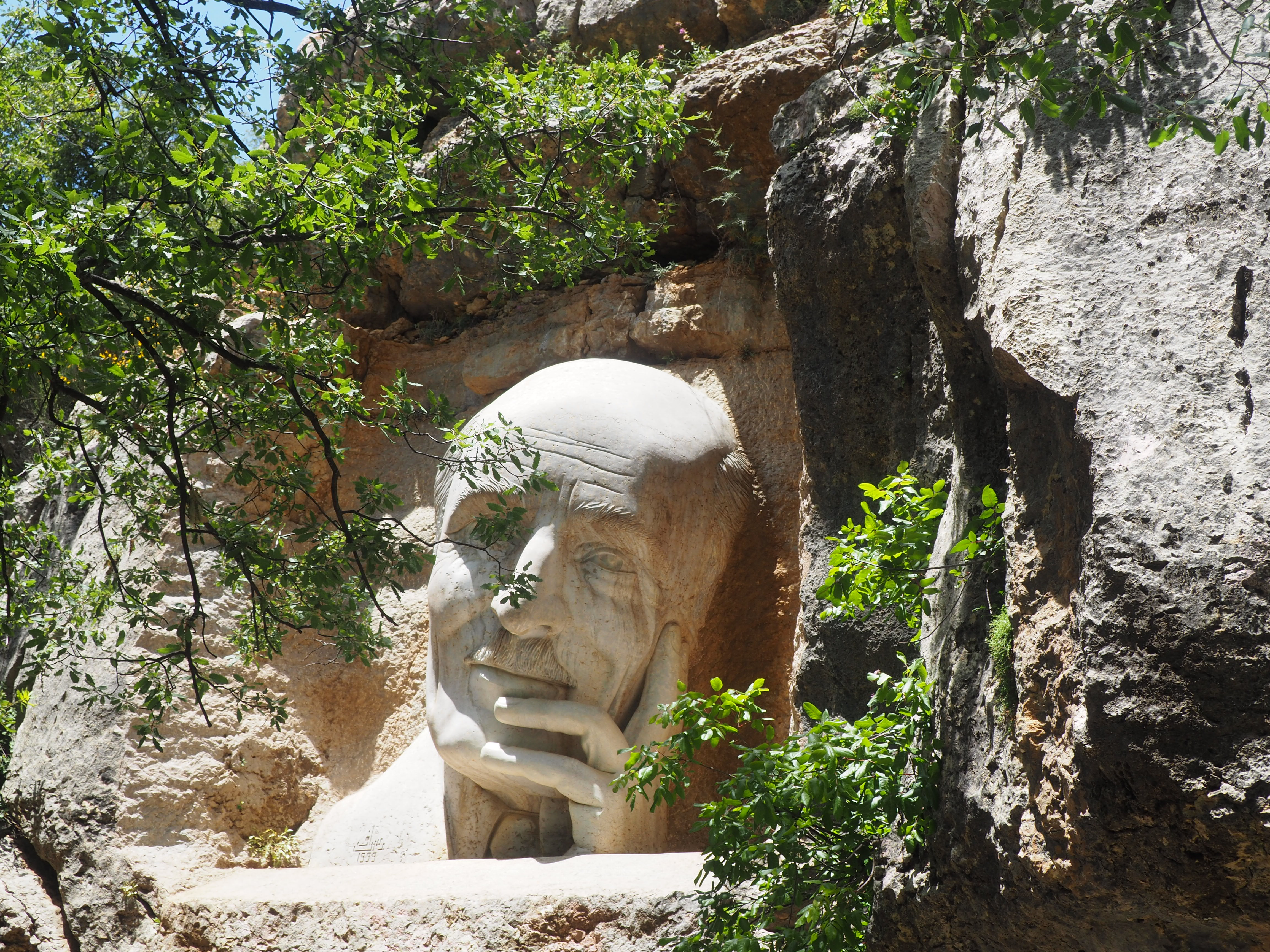
Mausolée de Mikhail Naïmy près du village de Baskinta, Liban